# (2862) Vavilov
(2862) Vavilov es un asteroide perteneciente al cinturón de asteroides, descubierto el 15 de mayo de 1977 por Nikolái Stepánovich Chernyj desde el Observatorio Astrofísico de Crimea (República de Crimea).

## Designación y nombre
Designado provisionalmente como 1977 JP. Fue nombrado Vavilov en honor al botánico y genetista ruso Nikolái Vavílov.